# Кондратенко, Роман Исидорович
Рома́н Иси́дорович Кондра́тенко (30 сентября (12 октября) 1857, Тифлис — 2 (15) декабря 1904, Порт-Артур) — русский военачальник, военный инженер, Генерального штаба генерал-лейтенант (22.10.1904), командир 7-й Восточно-Сибирской стрелковой дивизии, руководивший в 1904 году сухопутной обороной Порт-Артура.

## Биография
Роман Исидорович (Сидорович) Кондратенко родился на окраине губернского города Тифлис, в многодетной небогатой семье отставного офицера (майора), дворянина, малоросса, Сидора Денисовича Кондратенко. Был десятым ребёнком в семье, существовавшей на небольшую пенсию главы семейства. Благодаря помощи старшего брата, перебравшегося в Санкт-Петербург, подросший Роман в 1867 году был определён на учёбу и воспитание в Полоцкую военную гимназию, на казённый счёт.
Закончив в 1874 году, в числе лучших выпускников, военную гимназию, он в августе того же года вступил в военную службу юнкером Николаевского инженерного училища, располагавшегося, как и Инженерная академия, в Санкт-Петербурге, в бывшем дворце Павла I.
Трёхлетний учебный курс инженерного училища окончил по 2-му разряду и 23 июня 1877 года был произведен в первый офицерский чин — в чин прапорщика, с назначением на службу в 1-й Кавказский саперный Его Императорского Высочества Великого Князя Николая Николаевича Старшего батальон Кавказской саперной бригады, расквартированной в Тифлисе. С 25 августа 1877 года прикомандирован к Кавказскому запасному саперному батальону (той же бригады); по расформировании последнего, в октябре 1878 года откомандирован обратно в свой батальон. В 1878 году произведен в подпоручики.
В 1879 году подпоручик Кондратенко был зачислен штатным слушателем Николаевской инженерной академии (Санкт-Петербург).
В 1881 году произведен в поручики, и в том же году в штабс-капитаны.
В 1882 году, по окончании по 1-му разряду полного курса наук в Академии, был удостоен звания «военный инженер» и назначен в распоряжение начальника инженеров Кавказского военного округа; был переведен в категорию «военные инженеры» и назначен в распоряжение начальника Чарохской инженерной дистанции. Затем служил в Михайловском (Батумском) крепостном инженерном управлении, занимался проектированием долговременных укреплений на подступах к Батуму.
В 1883 году был прикомандирован к Главному инженерному управлению (в Санкт-Петербурге) для завершения проектирования и защиты проектов оборонительных сооружений Михайловской крепости. После успешного завершения проектных работ, в 1884 году был произведен в капитаны и принят в старший класс Николаевской академии Генерального штаба.
По окончании в 1886 году курса наук в академии Генерального штаба (по 1-му разряду), был причислен к Генеральному штабу и назначен состоять при штабе Виленского военного округа (в губернском городе Вильна), затем в ноябре того же года переведен в Генеральный штаб капитаном, с назначением на должность старшего адъютанта штаба 4-го армейского корпуса (в том же военном округе).
С 04.12.1886 по 12.10.1887 — в том же военном округе отбывал цензовое командование ротой в прикомандировании к 119-му пехотному Коломенскому полку.
В январе 1888 года назначен исправляющим должность штаб-офицера при Управлении начальника 6-й местной бригады (в губернском городе Минске). В апреле 1888 года произведен в Генерального штаба подполковники, с утверждением в занимаемой должности.
С 01.05.1891 по 01.09.1891 отбывал цензовое командование батальоном в 119-м пехотном Коломенском полку, расквартированном в Бобруйске.
В октябре 1891 года был назначен старшим адъютантом Виленского военного округа, а в феврале 1893 года — штаб-офицером для поручений при штабе того же военного округа. В апреле 1892 года за отличие по службе был произведен в Генерального штаба полковники.
В ноябре 1895 года назначен начальником штаба войск Уральской области, а в декабре того же года — командиром 20-го стрелкового полка, расквартированного в Сувалках.
Участник Китайской кампании 1900—1901 годов в составе Десантного корпуса. В 1900 году 20-й стрелковый полк под его командованием в составе своей бригады через Одессу, по морским путям, на английском пароходе, был переброшен в Порт-Артур, но в сражениях не участвовал и в 1901 году по железным дорогам возвращён обратно в Сувалки.
В июне 1901 года Роман Исидорович Кондратенко за отличие по службе был произведен в генерал-майоры, с назначением на должность окружного дежурного генерала штаба Приамурского военного округа (город Хабаровск) и с зачислением по Генеральному штабу.
В ноябре 1903 года генерал-майор Кондратенко был назначен на должность начальника сформированной в Порт-Артуре 7-й Восточно-Сибирской стрелковой бригады, с зачислением по армейской пехоте и с оставлением в списках Генерального штаба.

### Русско-японская война
С началом войны 7-я Восточно-Сибирская стрелковая бригада была развёрнута в стрелковую дивизию с тем же наименованием, — в феврале 1904 года Кондратенко был назначен командующим этой дивизией.

#### Оборона Порт-Артура
Генерал-майор Кондратенко, оставаясь на должности командующего дивизии, был назначен генерал-лейтенантом Стесселем (комендантом крепости Порт-Артур) начальником обороны всего сухопутного фронта крепости.
В начале войны состояние сухопутного фронта было критическим: многие сооружения ещё не начинали строить, другие ещё не были окончены, а на вооружении стояло всего 8 орудий. Благодаря неутомимой энергии и поразительной работоспособности Кондратенко, под его руководством за 24 дня было сделано столько, сколько в мирное время не сделали бы и за полгода, — Порт-Артур был укреплён настолько, что превратился в неприступную крепость, взять которую стало делом нелёгким. Одновременно, наблюдая непосредственно за работами в крепости, Кондратенко уделял много времени и внимания работам по укреплению передовой Цзинь-Чжоуской позиции, ему не подчинённой.
17 июля 1904 года началась осада крепости. По распоряжению Кондратенко были усилены гарнизоны гор Дагушаня и Угловой, упорная оборона которых имела решающее значение.
Генерал Кондратенко проводил на позициях целые дни, возвращался поздно ночью, а с рассветом уже снова объезжал войска. 8 августа 1904 года он провел весь день на северном фронте крепости, где положение было угрожающим, и лично руководил обороной укреплений этого фронта.
По просьбе Кондратенко сухопутный фронт был усилен артиллерийскими орудиями, снятыми с судов. Заметив большое значение ручных гранат при штурме, распорядился создать особую команду из саперов, моряков и артиллеристов, энергично взявшуюся за изготовление таких гранат по несколько тысяч в день.
В октябре 1904 года, за отличия в делах против японцев, Роман Исидорович Кондратенко был произведен в генерал-лейтенанты, с утверждением в занимаемой должности.
15 ноября 1904 года начался штурм Высокой горы. Понимая, что её падение тягостно отзовется на судьбе эскадры в гавани, Кондратенко прикладывал все средства к удержанию горы: он сменял уставшие части гарнизона свежими и беспрерывно присылал новые резервы, однако удержать позиции не удалось, гора Высокая была уступлена японцам.
2 (15) декабря 1904 года, перед вечером, объезжавшего позиции Кондратенко известили о том, что на форте № 2 восточного фронта японцы вытесняют из галереи за рвом форта стоявших там стрелков, и он решил поехать туда, чтобы лично ознакомиться с положением. По-видимому, его прибытие было замечено японцами, так как он, обходя форт, здоровался с людьми, а те ему громко отвечали. Едва он закончил осмотр и вошёл в офицерский каземат, как японцы начали обстрел форта из 11-дюймовых гаубиц (мортир). Было выпущено всего 10 снарядов; последний из них попал в каземат, разорвался внутри его и убил Кондратенко и 8 офицеров.
4 декабря 1904 года генерал Кондратенко и убитые вместе с ним офицеры были погребены на кладбище у батареи Плоского мыса в Порт-Артуре.
23 декабря 1904 (5 января 1905) года Порт-Артур был сдан японцам генералами Стесселем и Фоком, несмотря на возможность дальнейшей обороны.
По окончании войны гроб с прахом Кондратенко был перевезен через Одессу в Санкт-Петербург, где 25 сентября (8 октября) 1905 года, с особо торжественной церемонией, перезахоронен на Никольском кладбище Александро-Невской лавры.

## Награды
Чины:
- полковника (1892), …за отличие по службе.
- генерал-майора (1901), …за отличие по службе.
- генерал-лейтенанта (1904), …за отличия в делах против японцев.

Ордена:
- Орден Святого Станислава 3-й степени (ВП от 30.08.1884)
- Орден Святой Анны 3-й степени (1889)[6]
- Орден Святого Станислава 2-й степени (1892)[6]
- Орден Святой Анны 2-й степени (ВП от 09.06.1895)
- Орден Святого Владимира 4-й степени (ВП от 15.05.1899)
- Орден Святого Владимира 3-й степени с мечами (ВП от 04.08.1904), …за отличия в делах против японцев.
- Орден Святого Георгия 4-й степени (ВП от 30.09.1904), …в воздаяние мужества и храбрости, оказанных при 4-х дневном штурме японцами крепости Порт-Артур, с 6-го по 10-е сентября 1904 года. [21]
- Орден Святого Георгия 3-й степени (ВП от 24.10.1904), …в воздаяние отличного мужества и храбрости, оказанных в делах против японцев в период бомбардировок и блокады Порт-Артура. [22]

Медали:
- «1 марта 1881 года» (1881)
- «В память царствования императора Александра III» (1896)
- «За труды по первой всеобщей переписи населения» (1897)
- «За поход в Китай» (1901)

Благоволение монарха:
- Высочайшее благоволение (ВП от 28.02.1902), …за труды по составлению, Высочайше утверждённого 29 декабря минувшего года, проектов Положения об обучении нижних чинов. [24]

## Семья
В 1891 году Роман Исидорович Кондратенко женился на дочери Бобруйского воинского начальника, полковника Потапчина, Надежде Дмитриевне. У супругов Кондратенко родилось 4 детей — два сына, Николай (1893—1901, умер от скарлатины) и Андрей (24.01.1895—07.07.1917, убит в бою), и две дочери-близнецы Мария и Вера (родились 27.03.1902).
- Сын — Кондратенко Андрей Романович (1895—1917). Общее образование получил во Владимирском Киевском кадетском корпусе. В сентябре 1913 года вступил в военную службу юнкером Киевского военного училища, курс которого окончил, в связи с начавшимися военными действиями, досрочно в сентябре 1914 года по 1-му разряду, с производством 01.10.1914 в подпоручики и с назначением на службу в Лейб-гвардии Преображенский полк. Участник боевых действий с 21.12.1914. В боях был дважды ранен и контужен (05.07.1915 и 15.07.1916). Служил младшим офицером в 4-й роте. Произведен в поручики гвардии (ВП от 07.07.1916, старшинство с 19.07.1915), затем в штабс-капитаны гвардии (ВП от 25.11.1916, старшинство с 19.01.1916), 12.05.1917 — в капитаны гвардии со старшинством с 19.01.1917. Был награждён орденами Святой Анны 4-й степени с надписью «За храбрость» (ВП от 28.07.1915), Святого Владимира 4-й степени с мечами и бантом (ВП от 08.11.1916), Святого Станислава 3-й степени с мечами и бантом (Приказ по 8-й армии № 1916 за 1916 год) и Георгиевским оружием (посмертно) «…за то, что в бою 7 июля с. г. у д. Мшана, увлекая роту примером личного мужества и неустрашимости, атаковал в штыки и сбил противника с занятой им позиции и утвердился на ней, причём смертью запечатлел содеянный им подвиг.» (Приказ по 11-й армии  №689 от 11.10.1917). Погиб в бою 07.07.1917 во время отражения контрнаступление немцев под Тарнополем.[26][27]

## Память
До Октябрьской революции 1917 года:
- В 1907 году над могилой Р. И. Кондратенко была сооружена мемориальная часовня, внутри которой находился огромный мраморный киот с иконами и множество серебряных венков. Ажурная металлическая часовня была освящена 12 августа 1907 года. В годы советской власти она, как и большинство часовен Никольского кладбища Александро-Невской лавры, была уничтожена[28].
- 25-й Восточно-сибирский стрелковый полк Русской императорской армии был переименован в 25-й Восточно-Сибирский стрелковый Генерал-лейтенанта Кондратенко полк[29].
- В городе Сувалки (Царство Польское) 30 сентября 1907 года в сквере перед казармами 20-го стрелкового полка, которым генерал командовал с 1896 по 1901 год, был открыт памятник Р. И. Кондратенко, представлявший собой бронзовый бюст на высоком постаменте из чёрного гранита. До настоящего времени памятник не сохранился (Варшавский дневник, газета, 1907, № 274).
- В 1910 году Полоцкий кадетский корпус был переименован в Полоцкий Генерала Кондратенко кадетский корпус. Одновременно в Полоцке был установлен бюст генерала Кондратенко (в 1930-е годы он был уничтожен).
- В 1905 году в память о Романе Кондратенко были названы его именем улицы в Санкт-Петербурге и в Одессе.
- В 1909 году дачный посёлок недалеко от города Никольск-Уссурийский, основанный Р. И. Кондратенко в начале XX века для отдыха и восстановительного лечения офицеров, был назван в честь него самого — Кондратенково (ныне — село Кондратеновка Уссурийского городского округа Приморского края)[30].
- Полуостров Кондратенко — юго-западная часть о. Русский.
- Имя генерала Кондратенко носил миноносец Балтийского флота, принимавший участие в Первой мировой войне.

После Октябрьской революции 1917 года:
- В августе 1945 года ультиматум о капитуляции командованию японской Квантунской армии от имени советского командования вручил полковник Иван Артеменко — сын крестницы Р. И. Кондратенко.
- 31 мая 2008 года в Полоцке на площади Свободы генералу Р. И. Кондратенко был установлен бронзовый бюст на высоком гранитном постаменте. Таким образом, Полоцк является единственным городом, где памятники генералу были установлены в ХХ, затем в XXI, веках.
- Мемориальную доску в честь генерала Романа Кондратенко установили в Хабаровске (ул. Комсомольская, 105)[31]

## Комментарии
1. ↑  Существует конспирологическая версия о том, что обстрел японцами форта № 2 из крупнокалиберных орудий во время пребывания там Кондратенко не был случаен и был вызван сознательным предательством кого-то из сторонников сдачи крепости (см.: Дискант Ю. В. Порт-Артур, 1904. / Перевод с польского Дискант Ю. В. — М.: ООО «Издательство ACT», 2002. — 363 с., ил., 24 л. ил. — (Великие битвы и сражения). /// Dyskant J.W. Port Artur 1904. — Warszawa, 1996.; Андрей Давыдов. Генерал Кондратенко // Копейка : газета. — Иркутск, 2004-09-17. — Вып. 37. Архивировано 27 апреля 2011 года.)
2. ↑  По мнению ряда исследователей, смерть Кондратенко предопределила судьбу крепости (см.: Дискант Ю. В. Порт-Артур, 1904. / Перевод с польского Дискант Ю. В. — М.: ООО «Издательство ACT», 2002. — 363 с., ил., 24 л. ил. — (Великие битвы и сражения). /// Dyskant J.W. Port Artur 1904. — Warszawa, 1996.; Шикман А. П. Деятели отечественной истории. Биографический справочник. Москва, 1997 г. Дата обращения: 8 мая 2011. Архивировано 5 августа 2011 года.)

1. ↑  В 1908 году за сдачу крепости Стессель был приговорён к смертной казни, но затем помилован.